# Henrich Mchitarjan
Henrich Mchitarjan  (Armeens: Հենրիխ Մխիթարյան; IPA: /hɛnˈɾiχ məχitʰɑˈɾjɑn/; FIFA-transliteratie naar het Engels: Henrikh Mkhitaryan) (Jerevan, 21 januari 1989) is een Armeens voetballer die doorgaans als aanvallende middenvelder speelt. Hij verruilde AS Roma in juli 2022 voor Internazionale. Mchitarjan debuteerde in 2007 in het Armeens voetbalelftal, waarvan hij topscorer aller tijden werd. Zijn vader Hamlet was in de jaren tachtig een stervoetballer van Ararat Jerevan.

## Clubcarrière

### Pjoenik Jerevan
Mchitarjan stroomde in 2006 door vanuit de jeugd van Pjoenik Jerevan. Dat was net voor de vijfde keer op rij Armeens landskampioen geworden en werd dat ook in de vier seizoenen dat Mchitarjan in het eerste elftal speelde. Hij won in 2009 ook de Beker van Armenië met de club. In de finale tegen Banants Jerevan maakte hij zelf het enige doelpunt van de wedstrijd. Mchitarjan maakte 30 doelpunten in 70 competitiewedstrijden en 35 doelpunten in 89 wedstrijden voor de club in alle competities samen.

### Metaloerh Donetsk
Mchitarjan verruilde Pjoenik Jerevan in juli 2009 voor Metaloerh Donetsk. Daarvoor maakte hij op 16 juli 2009 zijn debuut, in een wedstrijd in de voorrondes van de Europa League tegen Partizan Minsk. Metaloerh won met 3-0 en Mchitarjan scoorde meteen voor zijn nieuwe club. Hij scoorde dat seizoen in totaal veertien doelpunten in 38 wedstrijden voor de club. Het seizoen erna werd hij tot aanvoerder benoemd. In 46 wedstrijden scoorde hij zeventien keer.

### Sjachtar Donetsk
Mchitarjan tekende in augustus 2010 een contract bij FK Sjachtar Donetsk, de kampioen van Oekraïne in het voorgaande seizoen. Dat betaalde net geen zes miljoen euro voor hem. Hij debuteerde op 10 september 2010 voor de club, tegen Obolon Kiev. Hij maakte op 19 september zijn eerste doelpunt voor Sjachtar, in een met 4-1 gewonnen thuiswedstrijd van Tavrija Simferopol. Mchitarjan bleef drie seizoenen bij Sjachtar Donetsk en won in alle drie die jaren zowel het landskampioenschap als de nationale beker met de club. In het seizoen 2012/13 werd hij met 25 doelpunten ook topscorer van de Oekraïense competitie.

### Borussia Dortmund
Hij tekende in juli 2013 een contract bij Borussia Dortmund, dat circa €25.000.000,- voor hem betaalde aan Sjachtar Donetsk. Daarmee was hij op dat moment de duurste aankoop ooit voor de Duitse club. Hij nam er het rugnummer 10 over van Mario Götze, die vertrok naar Bayern München. Op 16 augustus 2013 debtueerde hij voor Borussia Dortmund, op de tweede speeldag van de Bundesliga tijdens een wedstrijd tegen Eintracht Braunschweig in het eigen Westfalenstadion. Hij maakte op 1 september 2013 zijn eerste twee doelpunten voor de club, tijdens een 1–2 zege uit bij Eintracht Frankfurt. Op 26 oktober was hij in zijn eerste derby tegen FC Schalke 04 goed voor twee assists in een 3-1 overwinning. 
Hij won op 13 augustus 2014 met de Duitse club de DFL-Supercup door met 2-0 te winnen van Bayern München. Zelf scoorde Mchitarjan de openingstreffer. Zijn beste seizoen beleefde hij in 2015/16, dat hij begon met onder meer een hattrick in de derde ronde van de Europa League-kwalificatie tegen Wolfsberger AC, een goal en een assist in de eerste ronde van de DFB-Pokal tegen Chemnitzer en twee goals in de eerste competitiewedstrijd tegen Borussia Mönchengladbach. Hij scoorde in alle rondes van de beker behalve de verloren finale tegen Bayern en was goed voor zeven goals en tien assists in vijftien Europa League-(kwalificatie)wedstrijden. In alle competities kwam hij tot liefst 23 doelpunten en 32 assists. 
Hij speelde drie jaar voor Dortmund, in een periode waarin Bayern München elk jaar met minimaal tien punten voorsprong op de eerste achtervolger kampioen werd. Zijn ploeg en hij eindigden in die jaren op de tweede, zevende en opnieuw tweede plaats. Met Dortmund behaalde hij drie jaar op rij de finale van de DFB-Pokal en verloor daarin van achtereenvolgens Bayern München, VfL Wolfsburg en opnieuw Bayern München.  

### Manchester United
Mchitarjan tekende in juli 2016 een contract tot medio 2020 bij Manchester United, de recordkampioen van de Premier League. Het betaalde circa €42.000.000,- voor hem aan Borussia Dortmund. In zijn verbintenis werd een optie voor nog een seizoen opgenomen. Zijn debuut maakte hij toen hij één minuut inviel tijdens de gewonnen Community Shield tegen Leicester City. Op 8 december was hij tegen Zorja Loehansk in de Europa League goed voor zijn eerste goal voor United. Drie dagen later scoorde hij tegen Tottenham Hotspur de enige goal van de wedstrijd en daarmee ook zijn eerste Premier League-goal. Hij was geblesseerd toen United op 26 februari 2017 de finale van de League Cup won van Southampton en stond in de basis toen Ajax de tegenstander was in de finale van de Europa League. Hij maakte de 2-0, wat tevens de eindstand was. Een onbetwiste basisspeler werd hij alleen nooit: hij speelde 41 wedstrijden in zijn eerste seizoen en was daarin goed voor elf goals en vijf assists. 
Hij begon zijn tweede seizoen goed met vijf assists in zijn eerste drie competitiewedstrijden, maar verdween begin november uit de basiself. Hij kwam in anderhalf jaar tot 63 wedstrijden voor United (dertien goals, tien assists)

### Arsenal
Mchitarjan verruilde Manchester United in januari 2018 voor Arsenal, op dat moment de nummer zes van de Premier League. Als onderdeel van deze transfer bewandelde Alexis Sánchez de omgekeerde weg. Hij maakte op 30 januari tegen Swansea City zijn debuut voor Arsenal. Op 3 februari stond hij tegen Everton in de basis en was hij meteen goed voor drie assists. Op 11 maart was hij tegen Watford goed voor zijn eerste goal en een assist. In zijn enige volledige seizoen bij Arsenal was hij goed voor zes goals en zeven assists in 39 wedstrijden, maar ook hier lukte het hem niet om een onbetwiste basisspeler te worden. Na 59 wedstrijden, negen goals en dertien assists liet hij Arsenal achter zich.

### AS Roma
Arsenal verhuurde Mchitarjan in september 2019 voor de rest van het seizoen 2019/20 aan AS Roma. Hier maakte hij op 15 september tegen Sassuolo met een goal zijn debuut voor AS Roma. Hij was goed voor negen goals en vijf assists in 22 competitiewedstrijden. Daarop werd Mchitarjan definitief overgenomen door AS Roma. Dat seizoen haalde hij de halve finale van de Europa League, waarin hij verloor van voormalig werkgever Manchester United. In de competitie eindigde Roma zevende, maar hij was met dertien goals en elf assists erg belangrijk in 34 competitiewedstrijden. In zijn derde en laatste seizoen won Mchitarjan met Roma op 25 mei 2022 tegen Feyenoord de finale van de Europa Conference League. In die wedstrijd viel hij een kwartier voor het einde in. In drie seizoenen was de Armeniër goed voor 117 wedstrijden, 29 goals en 28 assists. 

### Internazionale
In de zomer van 2022 tekende Mchitarjan transfervrij bij Internazionale. Hij maakte op 13 augustus tegen US Lecce zijn debuut voor Inter. Op 22 oktober scoorde hij in de 95'ste minuut de winnende 4-3 tegen Fiorentina en daarmee zijn eerste goal voor Inter. Vier dagen later scoorde hij in een 4-0 overwinning in de Champions League op Viktoria Plzen. Op 18 januari 2023 speelde hij negentig minuten in de met 3-0 gewonnen Supercoppa tegen AC Milan. Hij zat zonder speelminuten op de bank tijdens de gewonnen Coppa Italia-finale tegen Fiorentina en viel zes minuten in tijdens de verloren Champions League-finale tegen Manchester City.
Op 16 september was hij in de stadsderby tegen AC Milan goed voor twee goals en een assist. Op 22 januari 2024 speelde hij opnieuw de hele wedstrijd in de Supercoppa tegen SSC Napoli (1-0 winst). Dat seizoen werd Inter tevens kampioen van de Serie A. Mkhitaryan was basisspeler op een middenveld met verder Hakan Çalhanoğlu en Nicolò Barella en kwam tot twee goals en tien assists in 36 competitiewedstrijden.

## Clubstatistieken
| Seizoen                        | Club               | Competitie        | Competitie | Competitie | Competitie | Beker | Beker | Beker | Internationaal | Internationaal | Internationaal | Totaal | Totaal | Totaal |
| Seizoen                        | Club               | Competitie        | Wed.       | Dlp.       | Ass.       | Wed.  | Dlp.  | Ass.  | Wed.           | Dlp.           | Ass.           | Wed.   | Dlp.   | Ass.   |
| ------------------------------ | ------------------ | ----------------- | ---------- | ---------- | ---------- | ----- | ----- | ----- | -------------- | -------------- | -------------- | ------ | ------ | ------ |
| 2006                           | Pjoenik Jerevan    | Bardzragujn chumb | 12         | 1          | 0          | –     | –     | –     | –              | –              | –              | 12     | 1      | 0      |
| 2007                           | Pjoenik Jerevan    | Bardzragujn chumb | 24         | 12         | 0          | –     | –     | –     | 4              | 0              | 0              | 28     | 12     | 0      |
| 2008                           | Pjoenik Jerevan    | Bardzragujn chumb | 24         | 6          | 0          | 5     | 3     | 0     | 2              | 0              | 0              | 31     | 9      | 0      |
| 2009/10                        | Pjoenik Jerevan    | Bardzragujn chumb | 10         | 11         | 0          | 6     | 2     | 0     | –              | –              | –              | 16     | 13     | 0      |
| 2009/10                        | Metalloerg Donetsk | Vysjtsja Liha     | 29         | 9          | 6          | 2     | 1     | 1     | 6              | 4              | 3              | 37     | 14     | 10     |
| 2010/11                        | Metalloerg Donetsk | Vysjtsja Liha     | 8          | 3          | 1          | –     | –     | –     | –              | –              | –              | 8      | 3      | 1      |
| 2010/11                        | Sjachtar Donetsk   | Vysjtsja Liha     | 17         | 3          | 0          | 3     | 1     | 2     | 7              | 0              | 0              | 27     | 4      | 2      |
| 2011/12                        | Sjachtar Donetsk   | Vysjtsja Liha     | 26         | 10         | 7          | 5     | 1     | 2     | 6              | 0              | 0              | 37     | 11     | 9      |
| 2012/13                        | Sjachtar Donetsk   | Vysjtsja Liha     | 29         | 25         | 9          | 5     | 2     | 3     | 8              | 2              | 0              | 42     | 29     | 12     |
| 2013/14                        | Borussia Dortmund  | Bundesliga        | 31         | 9          | 10         | 5     | 2     | 0     | 10             | 2              | 0              | 46     | 13     | 10     |
| 2014/15                        | Borussia Dortmund  | Bundesliga        | 28         | 3          | 6          | 7     | 2     | 1     | 7              | 0              | 0              | 42     | 5      | 7      |
| 2015/16                        | Borussia Dortmund  | Bundesliga        | 31         | 11         | 20         | 6     | 5     | 2     | 15             | 7              | 10             | 52     | 23     | 32     |
| 2016/17                        | Manchester United  | Premier League    | 24         | 4          | 1          | 6     | 1     | 4     | 11             | 6              | 0              | 41     | 11     | 5      |
| 2017/18                        | Manchester United  | Premier League    | 15         | 1          | 5          | 2     | 0     | 0     | 5              | 1              | 0              | 22     | 2      | 5      |
| 2017/18                        | Arsenal            | Premier League    | 11         | 2          | 4          | –     | –     | –     | 6              | 1              | 2              | 17     | 3      | 6      |
| 2018/19                        | Arsenal            | Premier League    | 25         | 6          | 4          | 3     | 0     | 0     | 11             | 0              | 3              | 39     | 6      | 7      |
| 2019/20                        | Arsenal            | Premier League    | 3          | 0          | 0          | –     | –     | –     | –              | –              | –              | 3      | 0      | 0      |
| 2019/20                        | → AS Roma          | Serie A           | 22         | 9          | 5          | –     | –     | –     | 5              | 0              | 1              | 27     | 9      | 6      |
| 2020/21                        | AS Roma            | Serie A           | 34         | 13         | 11         | 1     | 1     | 0     | 11             | 1              | 2              | 46     | 15     | 13     |
| 2021/22                        | AS Roma            | Serie A           | 31         | 5          | 6          | 2     | 0     | 1     | 11             | 0              | 2              | 44     | 5      | 9      |
| 2022/23                        | Internazionale     | Serie A           | 31         | 3          | 2          | 5     | 0     | 0     | 13             | 2              | 0              | 49     | 5      | 2      |
| 2023/24                        | Internazionale     | Serie A           | 36         | 2          | 10         | 3     | 0     | 1     | 7              | 0              | 0              | 46     | 2      | 11     |
| Totaal                         | Totaal             | Totaal            | 501        | 148        | 107        | 64    | 21    | 17    | 145            | 27             | 23             | 721    | 196    | 147    |
| Bijgewerkt t/m seizoen 2023/24 |                    |                   |            |            |            |       |       |       |                |                |                |        |        |        |

## Interlandcarrière
Mchitarjan debuteerde op 14 januari 2007 in het Armeens voetbalelftal, tijdens een oefeninterland tegen Panama. Hij scoorde zes keer voor Armenië in de kwalificatiewedstrijden voor het Europees kampioenschap voetbal 2012 en werd daarmee topschutter van groep B. In de kwalificatieduels voor het EK 2016 op 4 en 7 september 2015 tegen Servië (0–2) en Denemarken (0–0) droeg Mchitarjan de aanvoerdersband. Mchitarjan maakte op 29 mei 2016 een hattrick in het nationale team, in een met 7–1 gewonnen oefeninterland tegen Guatemala. Hij werd daarmee de eerste speler die dit lukte in het shirt van Armenië.
Hij speelde in totaal tot 2021 95 wedstrijden voor Armenië, waarin hij 32 keer scoorde. Daarmee is hij all-time topscorer en tweede in de lijst van all-time meeste wedstrijden, achter Sargis Hovsepyan. 

## Erelijst
| Competitie                    |                 |                           |                 |
| Competitie                    | Aantal          | Jaren                     |                 |
| Pjoenik Jerevan               | Pjoenik Jerevan | Pjoenik Jerevan           | Pjoenik Jerevan |
| ----------------------------- | --------------- | ------------------------- | --------------- |
| Armeense Premier League       | 4x              | 2006, 2007, 2008, 2009    |                 |
| Beker van Armenië             | 1x              | 2009                      |                 |
| Armeense supercup             | 2x              | 2007, 2009                |                 |
| Sjachtar Donetsk              |                 |                           |                 |
| Vysjtsja Liha                 | 3x              | 2010/11, 2011/12, 2012/13 |                 |
| Beker van Oekraïne            | 3x              | 2010/11, 2011/12, 2012/13 |                 |
| Oekraïense supercup           | 1x              | 2012                      |                 |
| Borussia Dortmund             |                 |                           |                 |
| DFL-Supercup                  | 1x              | 2014                      |                 |
| Manchester United             |                 |                           |                 |
| UEFA Europa League            | 1x              | 2016/17                   |                 |
| EFL Cup                       | 1x              | 2016/17                   |                 |
| FA Community Shield           | 1x              | 2016                      |                 |
| AS Roma                       |                 |                           |                 |
| UEFA Europa Conference League | 1x              | 2021/22                   |                 |
| Internazionale                |                 |                           |                 |
| Serie A                       | 1x              | 2023/24                   |                 |
| Coppa Italia                  | 1x              | 2022/23                   |                 |
| Supercoppa Italiana           | 2x              | 2022, 2023                |                 |

| Individueel                       |     |                                                            |
| Armeens voetballer van het jaar   | 10x | 2009, 2011, 2012, 2013, 2014, 2015, 2016, 2017, 2019, 2020 |
| Oekraïens voetballer van het jaar | 1x  | 2012                                                       |
| Topscorer Vysjtsja Liha           | 1x  | 2012/13                                                    |
| Topscorer DFB-Pokal               | 1x  | 2015/16                                                    |